# Poupée de cire, poupée de son
A Poupée de cire, poupée de son (magyarul: Viaszbaba, rongybaba) című dal volt az 1965-ös Eurovíziós Dalfesztivál győztes dala, melyet a Luxemburgot képviselő francia France Gall adott elő francia nyelven.

## Az Eurovíziós Dalfesztivál
A dalt nemzeti döntő nélkül választották ki, Gallt a luxemburgi tévé kérte fel a feladatra.
A szerzőre, Serge Gainsbourg-ra jellemző módon a dalszöveg sok helyen kétértelmű vagy homályos jelentésű. A dalban Gall arról énekel, hogy ő csak egy bábu, és bár dalai a szerelemről szólnak, ő maga nem tudja, hogy mi az.
A március 20-án rendezett döntőben a fellépési sorrendben tizenötödikként adták elő, a dán Birgit Brüel For Din Skyld című dala után, és a finn Viktor Klimenko Aurinko Laskee Länteen című dala előtt. A szavazás során harminckettő pontot szerzett, mely az első helyet érte a tizennyolc fős mezőnyben. Ez volt Luxemburg második győzelme.
A következő luxemburgi induló Michèle Torr Ce soir je t’attendais című dala volt az 1966-os Eurovíziós Dalfesztiválon.
A következő győztes az osztrák Udo Jürgens Merci, Chérie című dala volt.
Magyar változatát Viaszbaba címmel Toldy Mária adta elő.

### Kapott pontok
| NED                                          | GBR | ESP | IRE | GER | AUT | NOR | BEL | MON | SWE | FRA | POR | ITA | DEN | LUX | FIN | YUG | SUI |   |
| Kapott pontok                                | 5   | 0   | 1   | 3   | 5   | 5   | 3   | 0   | 0   | 1   | 0   | 0   | 0   | 1   |     | 5   | 0   | 3 |
| A tábla a fellépés sorrendjében van rendezve |     |     |     |     |     |     |     |     |     |     |     |     |     |     |     |     |     |   |

## Slágerlistás helyezések
| Slágerlisták (1965) | Lh.* |
| ------------------- | ---- |
| Argentína           | 3    |
| Ausztria            | 10   |
| Belgium             | 3    |
| Franciaország       | 1    |
| Finnország          | 5    |
| Hollandia           | 6    |
| Japán               | 6    |
| Kanada              | 1    |
| Luxemburg           | 2    |
| Németország         | 2    |
| Norvégia            | 1    |
| Szingapúr           | 8    |

*Lh. = Legjobb helyezés.